# Cryptocheiridium subtropicum
Espèce
Synonymes
- Cheiridium subtropicum Tullgren, 1907

Cryptocheiridium subtropicum est une espèce de pseudoscorpions de la famille des Cheiridiidae.

## Distribution
Cette espèce est endémique du KwaZulu-Natal en Afrique du Sud. Elle se rencontre vers Umfolozi.

## Publication originale
- Tullgren, 1907 : Chelonethiden aus Natal und Zululand. Zoologiska studier tillägnade Professor T. Tullberg, Uppsala, p. 216-236.